# Stellospora appendiculellae
Stellospora appendiculellae är en svampart som beskrevs av Alcorn & B. Sutton 1984. Stellospora appendiculellae ingår i släktet Stellospora, divisionen sporsäcksvampar och riket svampar.   Inga underarter finns listade i Catalogue of Life.